# 옥매산
옥매산은 전라남도 해남군 황산면 옥동리와 문내면 용암리 경계에 있는 산으로 조선시대에 옥(玉)이 생산되었고, 전라우수영의 군함을 만드는데 목재를 공급하였다.

## 지질
지질학적으로 옥매산은 진도의 해양판과 화원반도의 등줄맥이 갈라지는 분기점에 해당한다고 한다.

## 역사
명량대첩의 승전지로 잘 알려진 울돌목의 입구에 있어 왜적의 동태를 감시하고, 강강술래를 하였다는 설화가 전해진다. 1910년부터 장식용 석재가 채취되었고, 1924년부터는 명반석을 집중적으로 채굴하기 시작하였다. 일제는 알루미늄의 원료가 되는 명반석을 전투기 등 군수품 제작을 위하여 채국하였다. 이 옥매광산에 해남군 문내·황산면에 살던 주민 500~1200여명이 채굴의 위해 강제동원됐다. 옥매산 정상은 해발 173.9m였지만 채굴이 진행되면서 깎여 나갔고, 지금은 168m의 다른 봉우리가 정상이다.